# 费尔南·科尔蒙
费尔南·科尔蒙（法語：Fernand Cormon，發音：[fɛʁnɑ̃ kɔʁmɔ̃]；1845年12月24日—1924年3月20日），出生于法国巴黎的画家。巴黎高等美术学院教授。

## 生平
出生在一个基督教家庭，其祖辈曾在里昂从事医职，1863年在布鲁塞尔学习了一段时间绘画之后，进入巴黎国立高等美术学院，师从亚历山大·卡巴内尔。1882年，1868年他的第一幅画在沙龙展出。他在位于蒙玛特高地的克里希大街104号设立了科尔蒙工作室。1897年起，他先后被任命为巴黎高等美术学院的晚间课程指导教师以及油画教师，1898年入选法蘭西藝術院院士。他的学生包括罗特列克，梵高，马蒂斯，徐悲鸿和林风眠等。1924年4月20日，他在回到位于罗马街的寓所时因交通事故逝世。

## 作品
其代表作有1870年的《失势的宠妃》，1874年的《宫殿里的凶杀》，1875年的《罗波那之死》，1880年的《该隐》（现藏于奧賽博物館，作品一度在1925年丢失，但在1980年巴黎东京宫的贮藏室中被重新找到）。

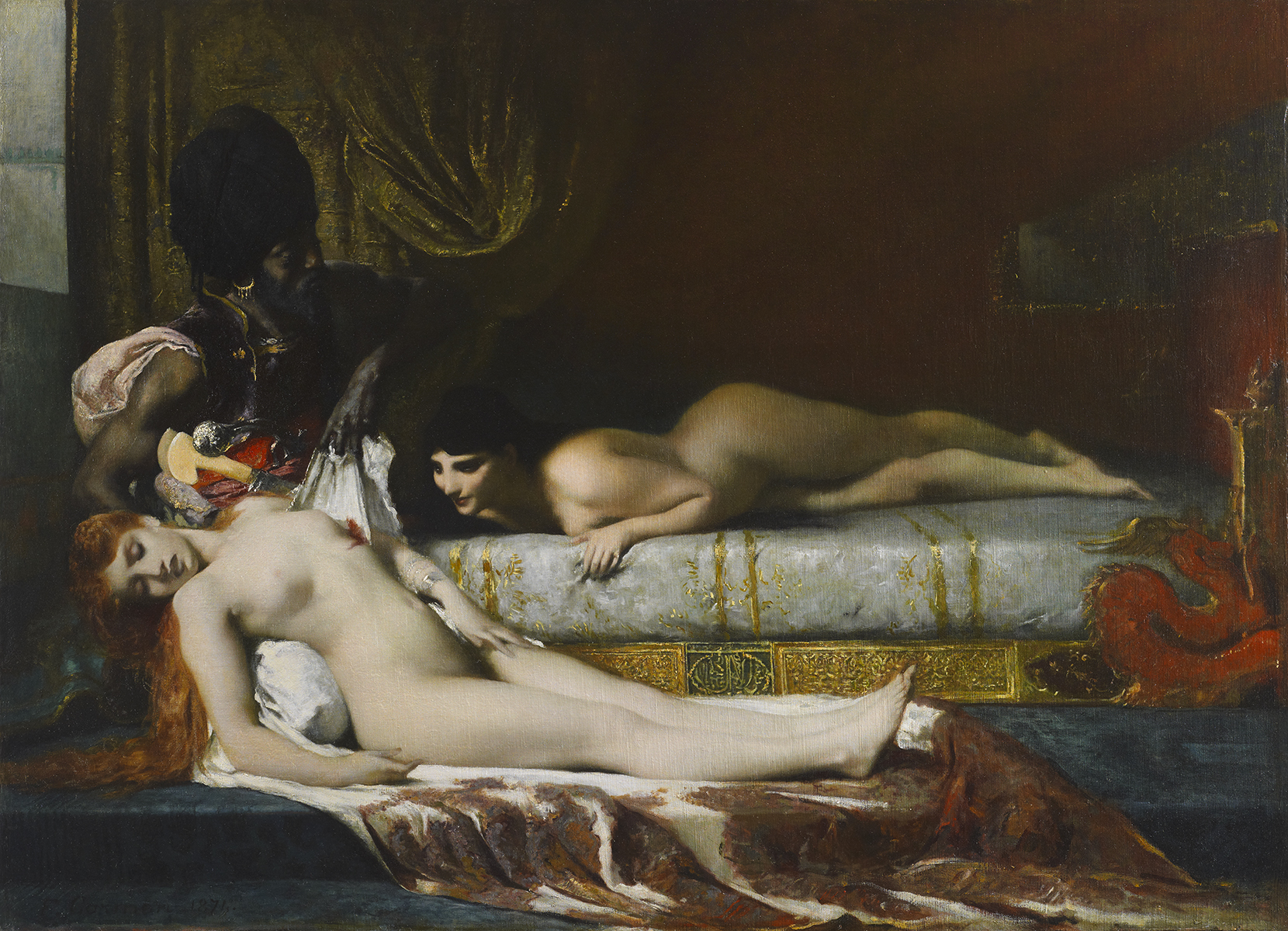
《宫殿里的凶杀》，1874.
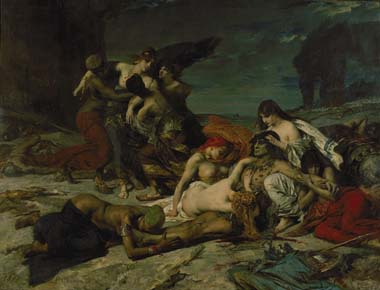
《罗波那之死》，1875.
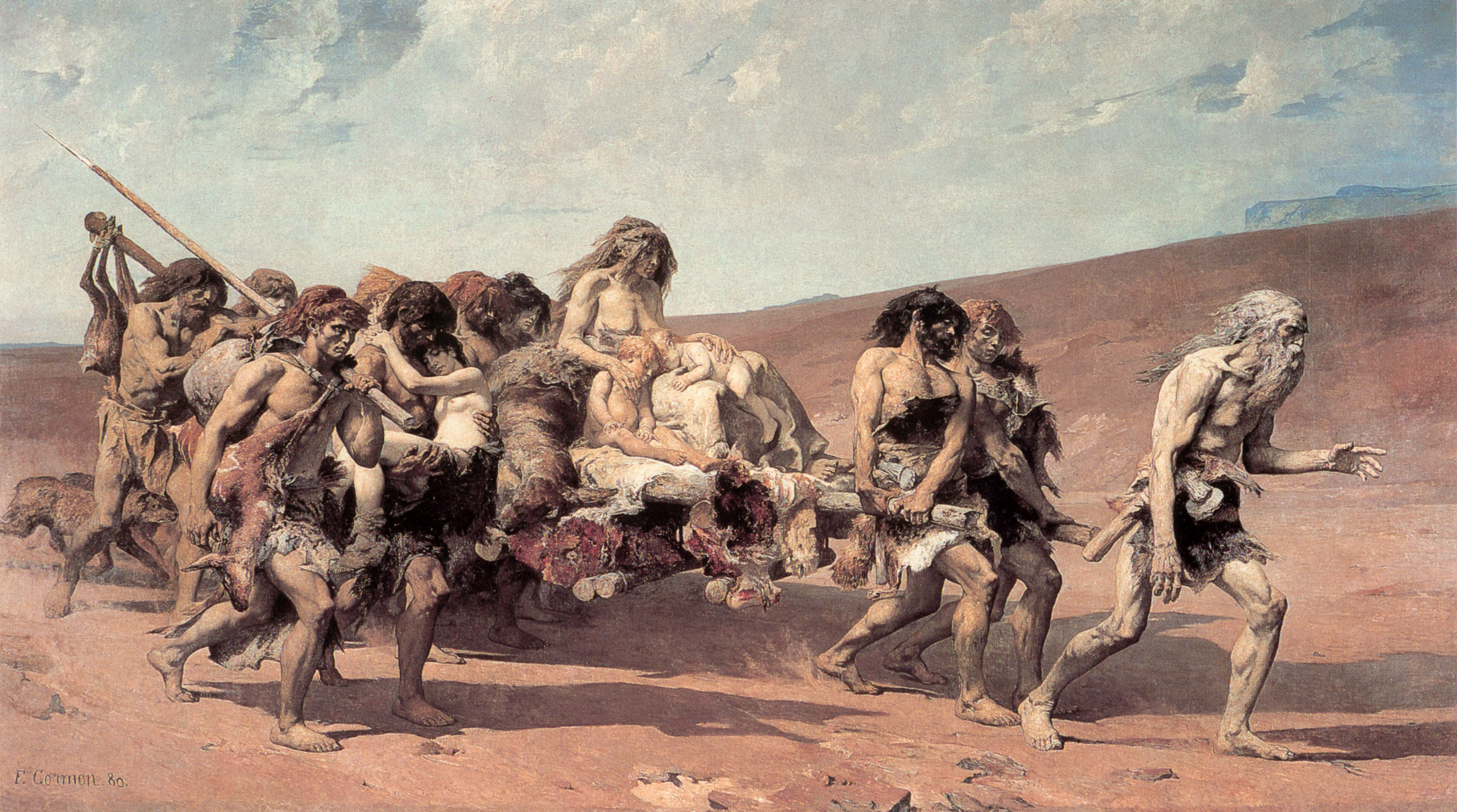
《该隐》，1880.
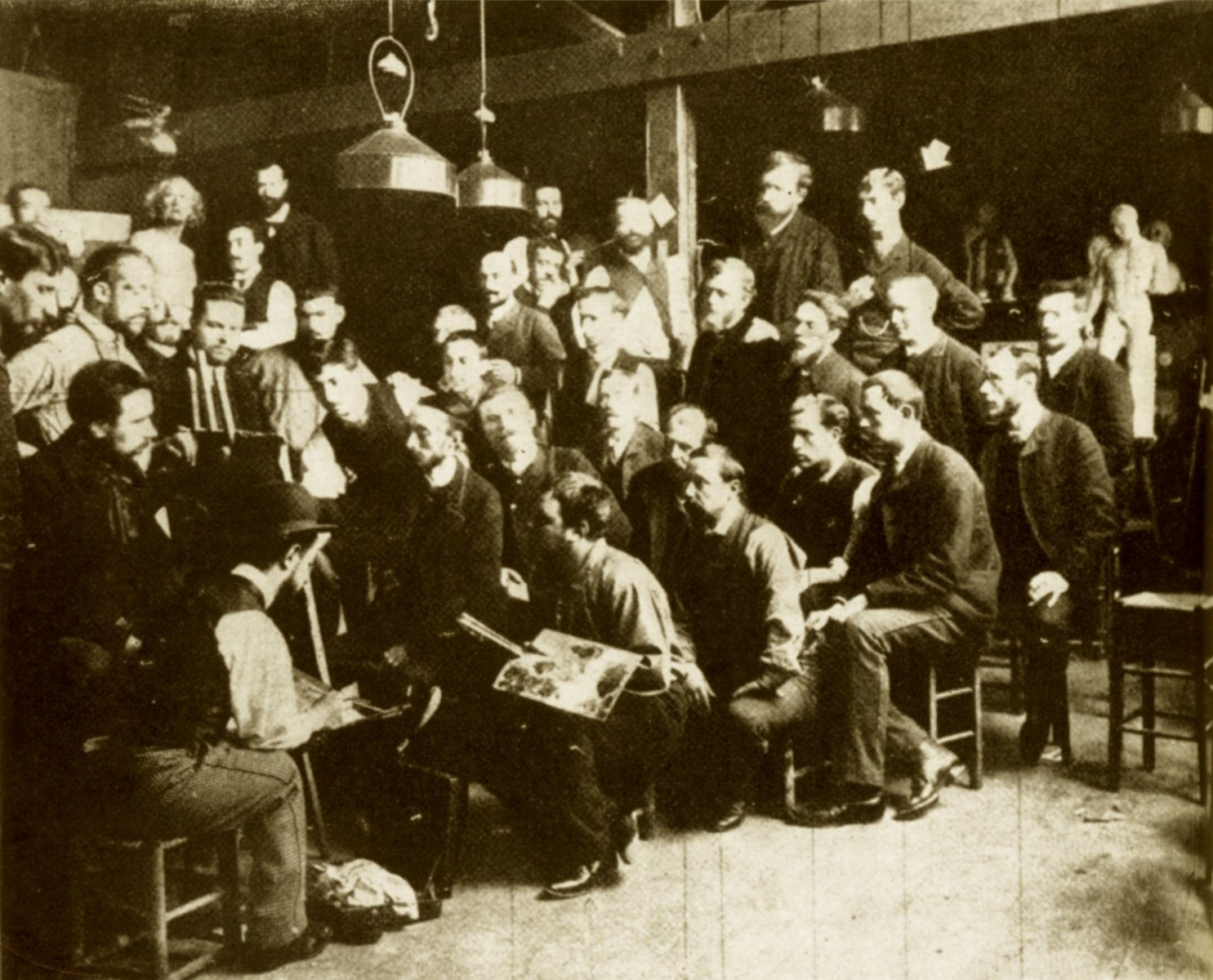
1885年代的科尔蒙繪畫學校，1885.